# 9 tháng 5
Ngày 9 tháng 5 là ngày thứ 129 (130 trong năm nhuận) trong lịch Gregory. Còn 236 ngày trong năm.

## Sự kiện
- 759 – Trong loạn An Sử, sau khi sát hại An Khánh Tự, Sử Tư Minh xưng là hoàng đế Đại Yên.
- 1502 – Christopher Columbus rời Tây Ban Nha lần thứ tư cho chuyến đi cuối cùng của ông đến Tân Thế giới.
- 1769 – Lực lượng Pháp giành thắng lợi quyết định trước lực lượng Cộng hòa Corsica trong trận Ponte Novu, Pháp hoàn thành chinh phục quân sự đảo Corse.
- 1915 – Chiến tranh thế giới thứ nhất: Trận Artois lần hai giữa quân Đức và Pháp.
- 1920 – Chiến tranh Liên Xô - Ba Lan: Quân đội Ba Lan dưới sự chỉ huy của tướng Edward Rydz-Śmigły ăn mừng việc chiếm được Kiev bằng một cuộc diễu binh tại Khreschatyk.
- 1936 – Ý chính thức thôn tính Ethiopia sau khi chiếm được thủ đô Addis Ababa.
- 1940 – Chiến tranh thế giới thứ hai: Tàu ngầm Đức U-9 đánh chìm tàu ngầm Doris của Pháp gần Den Helder.
- 1941 – Chiến tranh thế giới thứ hai: Tàu ngầm Đức U-110 bị Hải quân Hoàng gia Anh bắt giữ. Trên tàu lúc bấy giờ có Máy Enigma, tạo điều kiện cho các nhà giải mã Đồng Minh giải mã được các thư từ liên lạc của người Đức.
- 1942 – Holocaust: Lính SS giết 588 Người Do Thái tại Podolia thuộc thị trấn Zinkiv (Khmelnytska, Ukraina). Ghetto Zoludek bị phá hủy và toàn bộ cư dân tại đây bị giết hoặc bị trục xuất.
- 1945 – Chiến tranh thế giới thứ hai: Đại tướng Alexander Löhr, chỉ huy trưởng Cụm Tập đoàn quân E của Đức tại Topolšica ký văn kiện đầu hàng vô điều kiện của quân Đức tại Nam Tư.
- 1945 – Chiến tranh thế giới thứ hai: Hermann Göring bị Quân đội Mỹ bắt sống.
- 1945 – Chiến tranh thế giới thứ hai: Vidkun Quisling bị bắt tại Na Uy.
- 1945 – Chiến tranh thế giới thứ hai: Hồng quân Liên Xô tiến vào Praha.
- 1945 – Chiến tranh thế giới thứ hai: Liên Xô chính thức gọi ngày này là Ngày chiến thắng chủ nghĩa phát xít.
- 1946 – Vua Victor Emmanuel III của Ý thoái vị và được thay bằng Humbert II.
- 1949 – Rainier III của Monaco trở thành ông hoàng của Monaco.
- 1955 – Chiến tranh Lạnh: Tây Đức gia nhập NATO.
- 1964 – Sau khi hai anh trai bị lật đổ và sát hại, Cố vấn Trung phần của Việt Nam Cộng hòa là Ngô Đình Cẩn bị xử bắn.
- 1972 – Bắt đầu chiến dịch Linebacker của không quân và Hải quân Hoa Kỳ oanh tạc miền Bắc Việt Nam.
- 1992 – Quân đội Armenia chiếm được Shusha, tạo nên bước ngoặt cho Chiến tranh Karabakh.
- 2001 – Tại Ghana, 129 cổ động viên bóng đá chết do một sự hỗn loạn trên các khán đài.
- 2002 – Tại Kaspiysk, Nga, một quả bom điều khiển từ xa phát nổ làm chết 43 người và ít nhất 130 người khác bị thương.
- 2004 – Tổng thống Chechnya Akhmad Kadyrov bị thiệt mạng trong vụ nổ mìn tại sân vận động Dynamo nhân lễ kỷ niệm chiến thắng phát xít tại thủ đô Grozny.
- 2012 – Một máy bay Sukhoi Superjet 100 gặp nạn khi đang bay trình diễn trên núi Salak tại tỉnh Tây Java, Indonesia, khiến 45 người thiệt mạng.
- 2016 – Sao Thủy đi qua Mặt Trời lần thứ 3 trong số 14 lần của hiện tượng này vào thế kỷ 21.

## Sinh
- 1147 – Minamoto no Yoritomo, shogun đầu tiên của Nhật Bản (m. 1199)
- 1740 – Giovanni Paisiello, nhà soạn nhạc người Ý (m. 1816)
- 1746 – Gaspard Monge, nhà toán học và kỹ sư người Pháp (m. 1818)
- 1829 – Charles Walter De Vis, nhà động vật học người Úc gốc Anh (m. 30/4/1915)
- 1836 – Ferdinand Monoyer, bác sĩ nhãn khoa người Pháp, người phát minh ra bảng Monoyer để kiểm tra thị lực mắt (m. 1845)
- 1860 – J. M. Barrie, tiểu thuyết gia và nhà viết kịch người Scotland (m. 1937)
- 1874 – Howard Carter, nhà khảo cổ và nhà Ai Cập học người Anh (m. 1939)
- 1892 – Zita nhà Bourbon-Parma, hoàng hậu cuối cùng của Đế quốc Áo-Hung (m. 1989)
- 1927 – Manfred Eigen, nhà hóa sinh người Đức, người đoạt giải Nobel Hóa học năm 1969.
- 1949 – Billy Joel, nghệ sĩ dương cầm và ca sĩ kiêm sáng tác nhạc người Mỹ.
- 1955 – Meles Zenawi, Thủ tướng Ethiopia (m. 2012)
- 1960 – Johnny Paul Koroma, nguyên thủ quốc gia Sierra Leone (m. 2003 hoặc 2017)[1]
- 1979 – Christine Hà, quán quân trong cuộc thi truyền hình thực tế Vua đầu bếp MasterChef, mùa thứ ba
- 1980 – Jo Hyun-jae, đạo diễn người Hàn Quốc
- 1987 – Kevin Gameiro, cầu thủ bóng đá người Pháp
- 1994 – Adriano Schmidt, cầu thủ bóng đá người Đức-Việt Nam

## Mất
- 893 –Thì Phổ, quân phiệt thời nhà Đường
- 1707 – Dieterich Buxtehude, nhà soạn nhạc, nghệ sĩ đàn đại phong cầm người Đức-Đan Mạch (s. 1637)
- 1745 – Tomaso Antonio Vitali, nhà soạn nhạc, nghệ sĩ violon người Ý (s. 1663)
- 1805 – Friedrich Schiller, nhà thơ, nhà viết kịch và triết gia người Đức (s. 1759)
- 1850 – Joseph Louis Gay-Lussac, nhà Vật lý học và hóa học người Pháp (s. 1778)
- 1859 – Vũ Duy Thanh, danh sĩ và quan triều Nguyễn chống thực dân Pháp trong lịch sử Việt Nam (s. 1807).
- 1885 – Nguyễn Phúc Hồng Hưu, tước phong Gia Hưng vương, hoàng tử con vua Thiệu Trị nhà Nguyễn (s. 1835)
- 1931 – Albert Abraham Michelson, nhà vật lý học người Phổ-Mỹ, người đoạt giải Nobel Vật lý (s. 1852)
- 1964 – Ngô Đình Cẩn, cố vấn Trung phần, em trai cựu Tổng thống Ngô Đình Diệm bị xử tử (s. 1922).
- 1978 – Aldo Moro, Thủ tướng thứ 38 của Italia (s. 1916)
- 1986 – Tenzing Norgay, nhà leo núi người Nepal (s. 1914)
- 2001 – Y Ngông Niê Kdăm, là một trí thức, bác sĩ, nhà giáo nhân dân người Êđê của Việt Nam (s. 1922).
- 2004 – Brenda Fassie, nhạc sĩ người Nam Phi (s. 1964)
- 2015 – Kenan Evren, tướng lĩnh, chính trị gia và là Thủ tướng thứ 7 của Thổ Nhĩ Kỳ (s. 1917)
- 2015 – Nguyễn Xuân Trang, Thiếu tướng Quân lực Việt Nam Cộng hòa (s. 1924)
- 2020 – Little Richard, ca sĩ Mỹ (s. 1932)

## Ngày lễ và kỷ niệm
- 9/5 Ngày của mẹ ở Việt Nam
- Lễ duyệt binh kỉ niệm ngày Chiến thắng quân phát xít Đức của Hồng quân Liên Xô (Liên Xô cũ và một số nước châu Âu sau năm 1991 như  Azerbaijan, Belarus, Bosnia và Herzegovina, Georgia, Israel, Kazakhstan, Kyrgyzstan, Moldova, Nga, Serbia, Tajikistan, Turkmenistan, Ukraine, Uzbekistan)